# Fama (1814)
El falucho Fama (La Fama, San Antonio) fue un buque de la Armada Argentina partícipe de la Guerra de la Independencia y las guerras civiles. Tras ser capturada a la armada realista, integró la escuadra de las Provincias Unidas del Río de la Plata.

## Historia
Nave de la Real Escuadra agregada al Apostadero de Montevideo, al mando del teniente Joaquín Torquellas, fue el buque destinado por el virrey Baltasar Hidalgo de Cisneros para trasladar a Santiago de Liniers a Montevideo para su eventual remisión a la península. Lo esperó en San Nicolás de los Arroyos hasta que la revolución del 25 de mayo de 1810 tornó inútil su misión.
Formó parte de la escuadra realista que comandada por el capitán de fragata Jacinto de Romarate derrotó a la primera escuadra patriota en el Combate de San Nicolás de 1811 y enfrentó a la segunda al mando de Guillermo Brown en el combate de Martín García librado entre el 10 y el 15 de marzo de 1814 en el marco de la Campaña Naval de 1814. Posteriormente participó de la derrota final realista en el combate naval del Buceo, en el que huyendo del combate junto al Mercurio y un lugre y perseguido por la Hércules consiguió refugiarse en Montevideo.
Tras la rendición de la plaza realista en junio, el Fama pasó a la escuadra revolucionaria, al mando del teniente Pablo Zufriategui hasta octubre de 1814. Tras ser reparado en el Arsenal de Montevideo, pasó al puerto de Buenos Aires y efectuó tareas de vigilancia en el acceso exterior al puerto (balizas exteriores) al mando del teniente Nicolás Picón y con tripulación criolla. Puesto al mando del capitán Tomás Jones, a comienzos del año 1816 fue asignado a tareas de correo y vigilancia costera en el Río de la Plata, tras lo que fue destinado a la escuadrilla de Buenos Aires en operaciones en la provincia de Santa Fe. En un asalto nocturno con cinco lanchones fue apresado por las fuerzas de Mariano Vera el 28 de febrero de ese año en el río Colastiné, integrándose a la escuadrilla santafesina al mando de Cosme Maciel.
Tras ser devuelto en abril de 1816, en agosto participó nuevamente de un ataque sobre la provincia de Santa Fe, al mando de Viamonte. En diciembre regresó a Buenos Aires. El 5 de abril de 1817 naufragó en el Río Paraná. Tras ser reflotado y reparado se reintegró al servicio en noviembre y participó de la expedición de Juan Ramón Balcarce sobre la provincia de Entre Ríos. En mayo de 1819 naufragó definitivamente frente a la ciudad de Santa Fe.